# كارلوس بولك
كارلوس بولك (بالإنجليزية: Carlos Polk)‏ هو لاعب كرة قدم أمريكية أمريكي، ولد في 22 فبراير 1977 في ممفيس في الولايات المتحدة.

## وصلات خارجية
- كارلوس بولك على موقع مرجع كرة القدم المحترفة.كوم (الإنجليزية)